# Liste des évêques de Pensacola-Tallahassee
La liste des évêques de Pensacola-Tallahassee recense le noms des évêques qui se sont succédé à la tête du diocèse de Pensacola-Tallahassee (Dioecesis Pensacolensis-Talloseiensis), en Floride, depuis sa création le 1er octobre 1975, par détachement de ceux de Mobile et de Saint Augustine.

## Liste des évêques
- 1er octobre 1975-19 mai 1983 : René Gracida (René Henry Gracida)
- 4 octobre 1983-12 juin 1990 : Joseph Symons (Joseph Keith Symons)
- 12 juin 1990-25 juin 1991 : siège vacant
- 25 juin 1991-21 novembre 1995 : John Smith (John Mortimer Fourette Smith)
- 21 novembre 1995-20 janvier 1997 : siège vacant
- 20 janvier 1997-11 mars 2011 : John Ricard (John Huston Ricard)
- 11 mars 2011-20 mars 2012 : siège vacant
- 20 mars 2012-28 novembre 2016 : Gregory Parkes (Gregory Lawrence Parkes), transféré à Saint Petersburg
- depuis le 29 mai 2017: William Albert Wack (en) (William A. Wack), C.S.C

## Source
- Fiche du diocèse sur le site catholic-hierarchy.org